# 南号作戦
南号作戦（なんごうさくせん）は、太平洋戦争末期に日本海軍の実施した資源輸送作戦のことである。1945年（昭和20年）1月下旬から3月下旬まで、シンガポール方面から日本本土へ向けて、10隊以上の護送船団を航行させたが、撃沈された船舶や艦艇も多い。

## 背景
太平洋戦争中、日本は石油や鉄鉱石、天然ゴム、米など様々な資源を南シナ海を経由して南方の占領地から本土へ海上輸送していた。特にシンガポールと日本本土を結ぶ石油輸送航路は重要視され、ヒ船団と称する護送船団が運航されていた。これに対して連合軍はこのシーレーンを潜水艦などで攻撃する通商破壊を実施し、特に1944年（昭和19年）後半になると、中国大陸や再占領したフィリピンを拠点とする航空機により南シナ海航路を遮断しつつあった。
1945年（昭和20年）1月12日には、輸送船10隻を練習巡洋艦「香椎」を旗艦とする第101戦隊の6隻で護衛したヒ86船団が、アメリカ海軍第38任務部隊に捕捉され、空襲により護衛の海防艦3隻を残して全滅させられていた。同時期に南下中のヒ87船団（輸送船10隻、護衛艦艇11隻）も、緊急避難した香港港内などで空襲を浴び（1月15日～16日）、特務艦神威などタンカーや輸送船の大部分を失った。いずれも当時の日本としては大型で強力な護送船団であったが、大規模な空襲には無力だった。敵機動部隊が悠々と南シナ海まで侵入したことは、日本の南方シーレーンにとって決定的段階の到来であり、航路の終焉が迫っていることを示唆していた。
1945年1月時点での日本の石油備蓄は、台湾や満州所在の分を合わせても100万キロリットル程度に過ぎなかった。

## 作戦経過
そこで1945年1月、日本は石油など最重要資源輸送目的に限定して南方航路を維持することを決め、そのために「特攻精神」による「特攻輸送」を行うこととした。1月20日、「南方ヨリノ帝国燃料資源ノ還送作戦ノ遂行」等を含む大綱が、大海令第37号をもって発せられた。大本営陸軍部と海軍部の間で「燃料竝ニ重要物資緊急還送作戦實施ニ關スル陸海軍中央協定」が締結され、海軍の担当部分に関連しては連合艦隊司令長官指揮の下で「南号作戦」が行われることとなった。ただし、戦史叢書によれば、南号作戦が中央協定の対象となる海軍の行動全てを指すものかは明確でない。この中央協定に基づき、同日、大本営海軍部は大海指第500号を発令。連合艦隊司令部も「南方動脈輸送路護衛強化作戦」（GF電令作第478号）を発令した。なお、「南号作戦」の作戦名は、同時期に行われた残存海軍艦艇による強行輸送である「北号作戦」に対応した名称となっている。
1月の機動部隊襲来による被害でタンカーが不足する中、損傷船の修理などが急がれ、南号作戦に投入された。護衛戦力としては、海上護衛総司令部の第一護衛艦隊主力などのほか、第五艦隊（2月上旬より第十方面艦隊に改編）、第四航空戦隊や第一航空艦隊といった連合艦隊の残存戦力も好機を捉えて投入し、護衛や哨戒強化に充てるものとされた。支那方面艦隊は第二遣支艦隊（護衛艦艇約4隻）、海南警備府部隊（護衛艦艇約2隻）、上海根拠地隊（護衛艦艇約7隻）を海上護衛総司令部司令長官の指揮下に入れた。陸軍航空隊も上空援護に協力した。戦術面ではヒ86船団やヒ87船団の戦訓にかんがみ、従来の大船団主義を転換、空襲による被害を限定するために輸送船数隻からなる小規模な船団が原則とされ、可能な限りの護衛艦艇が付された。例えばヒ88A船団は、タンカー「せりあ丸」（三菱汽船：10238総トン）1隻のみと護衛の駆逐艦・海防艦・駆潜艇のべ8隻から構成された。輸送船自体にも対空機銃や爆雷などの自衛兵装が多数搭載された。
また南号作戦の支援として2月22日から3月12日まで中国東部沿岸における潜水艦撃滅を目的とした掃討作戦である「AS1号作戦」、3月13日から17日まで中国沿岸から台湾までにおける潜水艦撃滅を目的とした掃討作戦である「AS2号作戦」が実施され、第百二戦隊（軽巡洋艦「鹿島」、海防艦「屋代」・「御蔵」・第2号・第33号・第34号）と第九三一海軍航空隊（九七式艦上攻撃機）が従事した。
3月までに、大内建二によれば11次に渡る船団としてタンカー30隻が送り出されたが、その多くは途中で撃沈された。もっとも、17000キロリットルの航空用ガソリンの輸送に成功した「せりあ丸」のように無事に到着した例もあり、3月27日に徳山港に入港した「光島丸」まで6隻が任務を達成した。一方、戦史叢書によれば、1月20日〜3月16日の期間中に航行した重要資源船団は15隊、加入輸送船のべ45隻・護衛艦艇のべ50隻で、そのうち輸送船20隻と護衛艦4隻を失ったとしている。
3月中旬、海上護衛総司令部は、沖縄への連合軍上陸が迫り、以後の輸送成功の見込みが乏しい一方、満州や華北との航路維持のために護衛戦力や船舶の温存・配置転換が必要なことから、南号作戦の中止を勧告した。これにもとづき同月16日、大本営海軍部は大海指第511号を発し、南号作戦の中止を命令した。南方に残っていた可動船舶を寄せ集めたヒ88J船団（輸送船7隻、護衛艦艇9隻）が、最後の一便として3月19日にシンガポールから出航したが、サイゴン行きで途中分離した3隻を除いて同月29日までに輸送船全滅、海防艦3隻沈没という結果に終わった。

## 運航輸送船団

### 大内建二による11次に渡る船団
ヒ88A船団

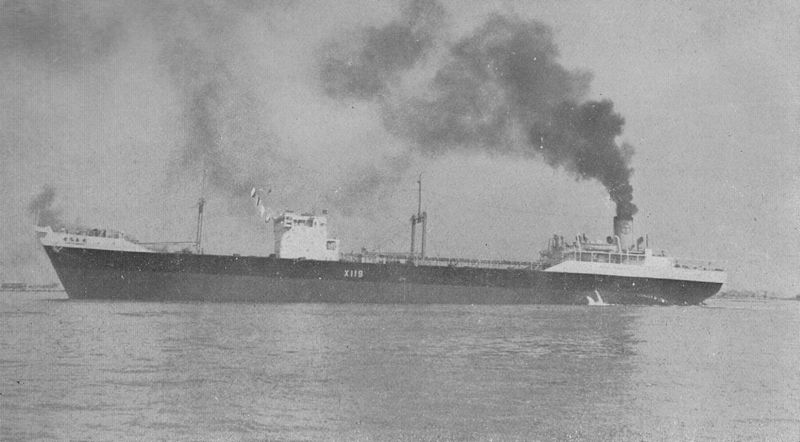
せりあ丸

加入輸送船は1隻で、「せりあ丸」には航空用ガソリン17,000tを積載していた。1月20日にシンガポールを出港。船団はシンゴラ沖に仮泊してタイ湾を横断。、1月23日にフランス領インドシナのサンジャックに到着。護衛艦の交代後、1月24日に出港。1月27日にチョンメイ湾で仮泊した。船団は大陸の海岸沿いに進み、2月3日に船団は上海の沖合に到着。護衛艦の再交代後、船団は黄海を横断し、2月6日に朝鮮の鎮海に到着。ここで護衛艦を加え、2月7日午後4時半に門司港外の六連島泊地に到着した。
- 編制
  - 輸送船
    - タンカー - せりあ丸（2TL型戦時標準タンカー）

  - 護衛艦
    - 駆潜艇 - 2隻（サンジャックまで）
    - 海防艦 - 第41号（サンジャックから上海まで）、205号（サンジャックから上海まで）、笠戸（5日から）、沖縄（鎮海から）
    - 駆逐艦 - 桜（上海から）、樫（上海から）

ヒ88B船団
加入輸送船は3隻で、「大越丸」（大阪商船、6,890トン）には重油約8,000t、錫570t、ゴム1,200t、便乗者12名を、「延喜丸」（日本郵船、6,968トン）には重油7,096t、錫500t、生ゴム1,600t、雑貨2,200t、郵便物206個、便乗者21名を積載していた。1月28日にシンガポールを出港。船団はサイゴンに到着し、「第60号海防艦」を加えて出港しサンジャックに向かった。サンジャックに到着した船団はここで「辰珠丸」（拿捕船/辰馬汽船運航：3,242総トン、旧アメリカ船Admiral Y S Willams ）を分離。サンジャックを出港した船団は1月31日、インドシナ半島バタンガン岬北方を航行中に米潜水艦「ボアフィッシュ」に発見され、明け方5時50分ごろに「大越丸」と「延喜丸」に魚雷が命中。「延喜丸」は船体折損して8時5分ごろ沈没した。「大越丸」は損傷甚だしく沿岸に座礁し放棄された後、第14空軍機によって破壊され、船団は消滅した。
- 編制
  - 輸送船
    - タンカー - 大越丸（2AT型戦時応急タンカー）、延喜丸（2AT型戦時応急タンカー）
    - 貨物船 - 辰珠丸（サンジャックまで）

  - 護衛艦
    - 海防艦 - 能美、第60号（サイゴンから）
    - 哨戒艇 - 第104号哨戒艇
    - 駆潜艇 - 第20号駆潜艇

ヒ88C船団
加入輸送船は2隻で、「延長丸」（日本郵船:6,888総トン）には重油7,000t、錫、生ゴムを積載していた。1月31日にシンガポールを出航。船団は2月8日、キノン湾に仮泊。2月11日に海南島楡林に到着する。同地で「聖川丸」（川崎汽船:6862総トン）が加入。2月12日に空襲を受け、「聖川丸」が至近弾により損傷した。同日後水湾に仮泊、2月14日に舟山列島沖合で「聖川丸」が分離。2月16日に金門湾、2月17日に南日島にそれぞれ仮泊。2月21日に揚子江沖で「延長丸」、「三宅」、「第20号掃海艇」が分離し、上海に回航。船団は2月27日に門司に到着した。「延長丸」、「三宅」、「第20号掃海艇」は21日に上海に到着。重油3,500tを陸揚げして出航し、3月2日に門司に到着した。
- 編制
  - 輸送船
    - タンカー - 延長丸（2AT型戦時応急タンカー）、大江山丸（大阪商船:6,890総トン、2AT型戦時応急タンカー）
    - 貨物船 - 聖川丸（舟山列島まで）

  - 護衛艦
    - 海防艦 - 干珠、三宅
    - 掃海艇 - 第20号掃海艇

ヒ88D船団
加入輸送船は3隻で、「延元丸」（日本郵船:6,890総トン）には重油7,110t、生ゴム1,195t、錫17t他あわせて8,854tの積荷と、便乗者7名を、「大暁丸」（大阪商船:6,892総トン）には重油、ゴム、錫他9,300tの積荷と郵便31個、便乗者12名をそれぞれ積載していた。2月4日にシンガポールを出航。2月6日未明、ホーチミン市南方470キロ地点を航行中の船団は米潜水艦「パンパニト」に発見され、「延元丸」の右舷機関室に魚雷1本が命中し沈没した。2月7日には米潜水艦「ガヴィナ」に発見され、「大暁丸」に魚雷3本が命中し沈没。「治靖丸」（拿捕船/日本郵船運航：3,033総トン、旧オランダ船Van Der Hagen ）だけとなった船団は8日にベトナムのサイゴンに到着したところで途中解散となった。
- 編制
  - 輸送船
    - タンカー - 延元丸（2AT型戦時応急タンカー）、大暁丸（2AT型戦時応急タンカー）
    - 貨物船 - 治靖丸

  - 護衛艦
    - 海防艦 - 屋久、13号、31号

ヒ88E船団
加入輸送船は2隻で、重油、生ゴム、錫を積載していた。2月11日にシンガポールを出航。船団は肉眼による見張りがしにくい夜間を避けて航行していた。2月15日にカムラン湾、16日に仏印クサンデー湾、17日にバタンガン湾、18日にツーラン、21日に濃霧のため海南海峡に、22日に牛角山南西、24日に古雷頭山西方、28日に梅散群島、3月2日に大洋山島、6日に猪仇里湾、7日に対馬の三浦湾にそれぞれ仮泊。9日に門司に到着した。
- 編制
  - 輸送船
    - タンカー - 延慶丸（日本郵船:6,892総トン、2AT型戦時応急タンカー）、神祐丸（大阪商船:6,956総トン、2AT型戦時応急タンカー）

  - 護衛艦
    - 海防艦 - 132号
    - 哨戒艇 - 第104号哨戒艇
    - 駆潜艇 - 第63号駆潜艇

ヒ88F船団
加入輸送船は2隻。2月11日5時10分ごろにシンガポールを出航。6時ごろ、護衛の海防艦「能美」がシンガポール水道東口ホルスバーク灯台北々東18kmで機雷に触れ損傷。2月14日、香港沖で空襲を受け、護衛の海防艦「能美」が被弾しさらに損傷した。船団は香港に向かい、同地で「能美」を分離。「海防艦60号」を加えて出航。3月8日に門司に到着した。
- 編制
  - 輸送船
    - 栄丸、福栄丸

  - 護衛艦
    - 海防艦 - 能美（香港まで）60号（香港から）
    - 掃海艇 - 第34号掃海艇

ヒ88G船団
加入輸送船は3隻で、「第一弥栄丸」（共栄タンカー;834総トン）には原油1,700t、便乗者21名を、「第二高砂丸」（蓬莱タンカー:834総トン）には推定1,500tの石油を積載していた。2月14日にシンガポールを出航。船団は21日にサンジャックに到着。ここで「第三十南進丸」（南方輸送船:834総トン）を分離。23日、仏印南部を航行中の船団は空襲を受け、護衛の「第35号駆潜艇」が沈没した。船団は24日にバンロ湾に仮泊。その後ツーランで後続のヒ88H船団に合流した。
- 編制
  - 輸送船
    - タンカー - 第一弥栄丸、第二高砂丸（2ET型戦時応急タンカー）、第三十南進丸（2ET型戦時応急タンカー）

  - 護衛艦
    - 海防艦 - 31号
    - 駆潜艇 - 第20号駆潜艇、第34号駆潜艇、第35号駆潜艇

ヒ88H船団

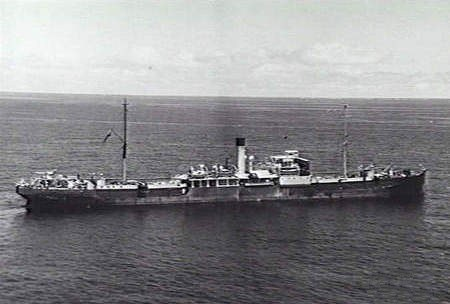
「鳳南丸」の前身であるイギリス海軍のタンカー「ウォー・サーダー（War Sirdar）」。第一次世界大戦時のイギリスの戦時標準船で、日本海軍の「野間」と同型。同船はヒ88H船団とヒ88J船団に加入した。

加入輸送船は5隻で、「永昭丸」（飯野海運:2,860総トン）には推定4,000tの航空用ガソリンを、「日翼丸」（日産汽船:1,943総トン）には重油2,000tを搭載していた。2月16日にシンガポールを出航。途中で「鳳南丸」（拿捕船/飯野海運運航：5542総トン、旧イギリス船「War Sirdar」 ）がサンジャックに向かうため分離。22日、インドシナ半島ファンラン湾沖を航行中の船団は米潜水艦「ベクーナ」に発見され、「日翼丸」に魚雷1本が命中し沈没。同日にナトラン湾に仮泊。2月23日午前、インドシナ半島バレラ岬沖南方20キロ地点を航行中の船団は米潜水艦「ハンマーヘッド」に発見され、護衛の海防艦「屋久」の艦首に魚雷2本が命中し沈没した。25日にツーランに到着しヒ88G船団と合流。28日に海南島楡林に寄港。3月1日の23時ごろ、夜間空襲を受けて「永昭丸」が被弾沈没した。2日に後水湾に仮泊するも、仮泊中の3日に空襲を受け、「第一弥栄丸」が被弾沈没。船団は3月14日に生月島に仮泊し3月17日に六連島泊地に到着した。
- 編制
  - 輸送船
    - タンカー - 永昭丸、日翼丸（D型平時標準船改装の応急タンカー）、鳳南丸（サンジャック行き）、第一弥栄丸（ヒ88G船団）、第二高砂丸（2ET型戦時応急タンカー、ヒ88G船団）

  - 護衛艦
    - 海防艦 - 屋久、13号
    - 駆潜艇 - 第20号駆潜艇

ヒ88I船団
加入輸送船は6隻。船団は3月5日にシンガポールを出航。15日にサンジャックに到着し、ここでサンジャック止まりの輸送船1隻を分離。同地で特設駆潜艇「開南丸」（台湾総督府:524総トン）をくわえた船団は3月19日に同地を出港していった。ところが3月20日夕刻、インドシナ半島パラダン岬南西7キロ地点で接岸航行をしていた船団は米潜水艦「ブレニー」に発見され、「山国丸」（日本海洋漁業:557総トン）、「宝泉丸」（アルコール輸送:1,039総トン）、「第二十一南進丸」（南方油槽船、834トン）が沈没。翌21日には米潜水艦「バヤ」に発見される。「バヤ」は折から飛来したB-25の大群と呼応して船団を攻撃し、「開南丸」が沈没。護衛の「第9号駆潜艇」の反撃により「バヤ」を撃退した。しかし、バンフォン湾湾口付近でB-25の爆撃を受け、「第二伏見丸」（東洋海運:779総トン）、「第六高砂丸」（蓬莱タンカー:834総トン）および護衛の「立石」、「第33号駆潜艇」が沈没、「第9号駆潜艇」が小破した。護衛艦のみとなった船団はナトラン湾に入り、後続のヒ88J船団に合流した。
- 編制
  - 輸送船
    - タンカー - 山国丸、宝泉丸（1TS型戦時標準タンカー）、第6高砂丸、第二十一南進丸
    - 貨物船 - 第二伏見丸
    - その他 - 特設駆潜艇開南丸ほかサンジャック行きの輸送船1隻

  - 護衛艦
    - 駆潜艇 - 第9号駆潜艇、第33号駆潜艇
    - その他 - 敷設艇立石

ヒ88J船団
ヒ96船団
加入輸送船は3隻で、「光島丸」（日本郵船:10,045総トン）には原油12,000t、重油1,300t、錫60t、ジルコン59t、便乗者73人を、「富士山丸」（飯野海運:10,238総トン）には原油16,000tを積載していた。2月22日にシンガポールを出航。27日未明、インドシナ半島カムラン湾口付近で航行をしていた船団は米潜水艦「ブレニー」に発見され、1時35分ごろに「あまと丸」（石原汽船:10,238トン）にに魚雷が命中して沈没。3月1日に海南海峡西方を航行中の船団はB-29の爆撃を受け、「光島丸」の船首に大穴があいたため、「光島丸」は護衛の海防艦「8号」、「66号」とともに香港に向かうべく分離。船団は3月1日に後水湾、3日に雷白湾。5日に万山島西方で仮泊。7日に廈門に寄港し、8日に北開港、10日に泗礁山、11日に薪智島、12日に加徳水道に仮泊し、13日に門司に到着した。「光島丸」は、3月7日に香港に到着し積荷の一部陸揚げと船体の応急修理後の3月18日に香港を出港した。22日に廈門沖で貨物船「明島丸」（飯野海運:3,028総トン）と護衛の海防艦「新南」、「宇久」と合流。23日に泗礁山に仮泊。3月27日に門司に到着した。
- 編制
  - 輸送船
    - タンカー - 光島丸（2TL型戦時標準タンカー）、富士山丸（2TL型戦時標準タンカー）、あまと丸（2TL型戦時標準タンカー）

  - 護衛艦
    - 海防艦 - 稲木、8号、66号、81号

### 戦史叢書による15次に渡る船団
戦史叢書による15次に渡る船団は、上記の船団に以下の船団を加えたものである。
ヒ90船団
加入輸送船は2隻で、「永洋丸」（日本油槽船:8,673総トン）には原油13,000t、錫103t、ジルコン500tを、「日南丸」（飯野海運:5,175総トン）には航空用ガソリン7,000t、錫を積載していた。2月15日にシンガポールを出航。船団は19日に仏印カナに仮泊。20日朝、インドシナ半島パダラン岬沖で米潜水艦「ガヴィナ」に発見され、「永洋丸」の右舷側に魚雷が命中し沈没した。船団は一旦カナに引き返し、海防艦「32号」を加えてあらためて出航。同日、「日南丸」は雷撃されるも回避した。20日にバンフォン湾、21日にキノン湾に仮泊。23日、船団はトンキン湾を東進中にB-24の攻撃を受けるが、被害はなかった。23日に海南島後水湾、24日にデープ湾、28日に、3月3日に巨済島猪仇里湾に仮泊。4日に門司に到着した。
- 編制
  - 輸送船
    - タンカー - 永洋丸、日南丸（2TM型戦時標準タンカー）

  - 護衛艦
    - 海防艦 - 8号、32号（カナから）、52号

ヒ92船団

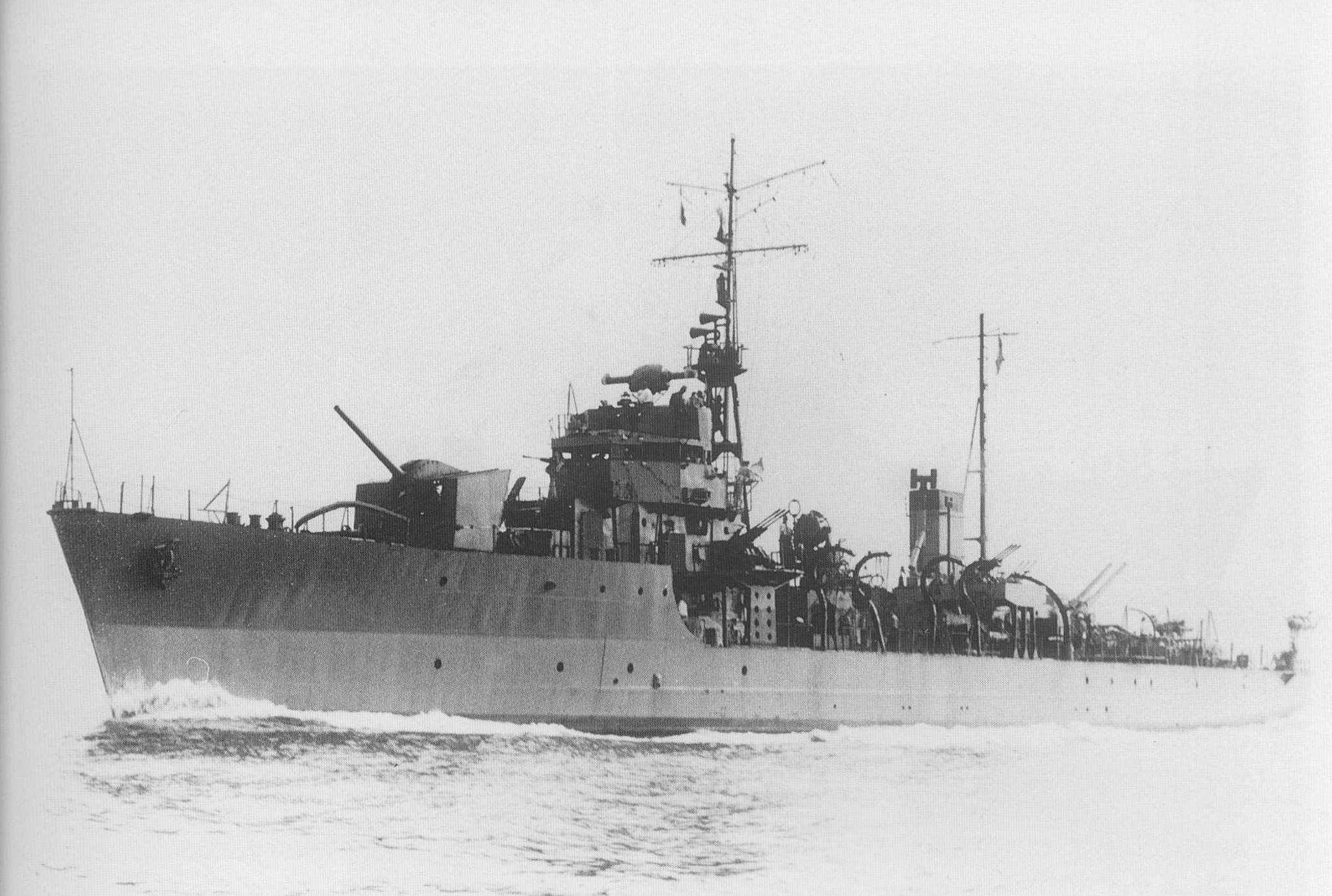
海防艦昭南

加入輸送船は2隻で、「東城丸」（大連汽船:10,045総トン）には航空ガソリン、原油16,000t、重油1,285t、錫、生ゴムを、「第二建川丸」（川崎汽船:10,045総トン）には航空用ガソリン7,000t、錫を積載していた。2月18日にシンガポールを出航。同日夜に「東城丸」が触雷し、機関損傷したが応急処置を施しそのまま航行。船団は21日にカムラン湾に仮泊。22日になり、カムラン湾出港直後に「第二建川丸」がパダラン岬南西方28キロ付近で触雷沈没した。船団は22日にパダラン湾に仮泊、「東城丸」は機関の修理を行う。パダラン湾出港後に敵機や敵潜水艦の接触を受け、25日海南島楡林南東150キロ付近で護衛の海防艦「昭南」に米潜水艦「ホー」から発射された魚雷1本が命中し、「昭南」は轟沈した。護衛の海防艦「25号」が敵潜水艦を制圧する間に船団は楡林に向かった。同地で25号と合流した船団は3月2日に汕頭沖、5日に泗礁山泊地に仮泊。8日に海防艦「屋代」が朝鮮西岸到達まで護衛。船団は10日に釜山港外に仮泊し、3月11日に門司に到着した。
- 編制
  - 輸送船
    - タンカー - 東城丸（2TL型戦時標準タンカー）、第二建川丸（2TL型戦時標準タンカー）

  - 護衛艦
    - 海防艦 - 昭南、屋代（8日から朝鮮半島西岸まで）、25号

ヒ94船団
加入輸送船は2隻で、「東亜丸」（飯野海運:10,023総トン）には油15,800tを積載していた。2月23日7時55分、ヒ94船団は海防艦「63号」、「207号」の護衛にて昭南を出港する。2月26日、タイランド湾オビ島沖に漂泊して船団会議が開かれた。インドシナ半島沿岸部にぎりぎりまで接近して航行を続け、2月28日未明にはナトラン湾に短時間停泊の後北上を再開するが、潜水艦を探知したため対潜戦闘を展開して危地を逃れた。3月1日、濃霧により「東亜丸」が後落。海防艦「207号」がこれに付き添った。3月1日に船団は楡林に入港。翌3月2日には東亜丸と途中から合流した「第18号海防艦」も楡林に到着して船団会議が開かれ、今後の航行ルートなどが決定された。また、「第18号海防艦に」代わって敷設艇「新井埼」が護衛に就く事に関して、「新井埼」の耐波性と船団速力の観点から異議を唱えたものの、最終的には「新井埼」の加勢が決まった。
3月3日9時、ヒ94船団は楡林を出港する。楡林出港直後「針尾」が触雷し翌日沈没した。船団は一旦戻ってから、5日に再び出港し、6日に大亜湾沖、7日に南澳島沖、8日に興化湾、9日に牛黒湾、13日に加徳水道に仮泊。14日に門司に到着した。
- 編制
  - 輸送船
    - タンカー - 東亜丸（1TL型戦時標準タンカー）、
    - その他 - 給油艦針尾

  - 護衛艦
    - 海防艦 - 18号（3月1日~楡林まで）、63号、207号
    - その他 - 敷設艇新井埼（楡林から）

ヒ98船団
加入輸送船は2隻で、「良栄丸」（日東汽船:10,016総トン）には推定で1,700tの油類を、「ぱれんばん丸」（三菱汽船:5,236トン）にはガソリン8,800t、錫2,000t、生ゴム1,000t、邦人引揚者9名を積載していた。2月27日にシンガポールを出航。3月3日に船団はサンジャックに仮泊。ここで護衛として海防艦「1号」が加入。4日、インドシナ半島バレラ岬沖を航行中の船団は米潜水艦「バヤ」に発見された。「バヤ」はタンカー2隻を一挙に撃沈すべく船団右後方から魚雷6本を発射。「良栄丸」は向かってきた魚雷2本を回避し、外れた魚雷は陸岸に命中して爆発。残り4本は「ぱれんばん丸」の機関部と船体中央部に全て命中した。「ぱれんばん丸」は大爆発を起こし炎上、船尾が海底に着いた状態で沈没した。海防艦「69号」、「134号」は「バヤ」の制圧に向かい。船団はダナンに入泊。5日になり、制圧を終えた海防艦「69号」、「134号」がダナンに到着。船団は濃霧の中ダナンを出港した。出港後、船団はインドシナ半島ツーラン湾沖で米潜水艦「バッショー」に発見され、魚雷2本が「良栄丸」に命中。「良栄丸」は船首の一部を海上に突き出したまま沈没した。船団は消滅した。
- 編制
  - 輸送船
    - タンカー - 良栄丸（1TL型戦時標準タンカー）、ぱれんばん丸

  - 護衛艦
    - 海防艦 - 1号（サンジャックから）、69号、130号、134号

## 結果とその後
前述のように、大内建二によれば11次にわたる南号作戦加入タンカー30隻のうち、輸送に成功したのは6隻だけであった（戦史叢書分の4次を加えると37隻中10隻となる）。南号作戦の中止により日本の南方資源航路は事実上閉鎖された。その後も太平洋を大きく迂回する航路や伊号第三五一潜水艦等の潜水艦による輸送などが計画されたが、大きな成果は無かった。南号作戦を含めた1945年のヒ船団による石油輸送量は、総計で17万キロリットル（原油換算で16万8千トン）にとどまった。以後の日本は、備蓄石油のほか、年産25万キロリットルの国内産石油と年産10万キロリットル未満の人造石油、松根油などの代用燃料に頼って戦うことになった。

## 参考資料
- 大井篤 『海上護衛戦』 学習研究社〈学研M文庫〉、2001年。
- 大内建二 『商船戦記』 光人社〈光人社NF文庫〉、2004年。
- 防衛庁防衛研修所戦史室 『海上護衛戦』 朝雲新聞社〈戦史叢書〉、1971年。
- 防衛庁防衛研修所戦史室『戦史叢書　南西方面海軍作戦　第二段作戦以降』 戦史叢書第54巻、朝雲新聞社、1972年3月。
- 防衛庁防衛研修所戦史室『戦史叢書　中國方面海軍作戦(2)　昭和十三年四月以降』 戦史叢書第79巻、朝雲新聞社、1975年1月。